# Milano Cadorna
Milano Cadorna (włoski: Stazione di Milano Cadorna) – stacja kolejowa w Mediolanie, jedna z największych w mieście. W 2005 obsłużyła ponad 40 mln pasażerów.
Jest stacją obsługiwaną przez pociągi linii S3 i S4 kolei miejskiej i jest stacją końcową dla pociągów regionalnych do Como, Varese, Laveno, Novary, Asso i pociągów do lotniska Malpensa (Malpensa Express).
Jest to główna stacja grupy FNM, położona przy Piazzale Luigi Cadorna, w pobliżu Castello Sforzesco i Triennale.
Znajduje się tu również ważna stacja przesiadkowa metra.

## Historia
Budynek został otwarty w 1879 roku przez prezydenta Giulio Belinzaghi.
Początkowy obiekt, który był drewniany i wyglądem przypominał schronisko górskie, został zburzony w 1895 roku i zastąpiony budynkiem trzypiętrowym.
W 1920 roku stacja została powiększona, ale w 1943 została zniszczona przez bombardowania w czasie II wojny światowej.
Odbudowano ją w obecnym wyglądzie po wojnie.
W latach 1999–2000, w oczekiwaniu na rozpoczęcie kursowania "Malpensa Express", dworzec kolejowy i plac wokół został poddany rewitalizacji pod kierunkiem architekta Gae Aulentiego.